# Hemicloeina somersetensis
Hemicloeina somersetensis är en spindelart som först beskrevs av Tord Tamerlan Teodor Thorell 1881.  Hemicloeina somersetensis ingår i släktet Hemicloeina och familjen Trochanteriidae. Inga underarter finns listade i Catalogue of Life.